# MV Doña Paz
O MV Doña Paz foi um navio de passageiros filipino que afundou depois de colidir com o petroleiro MT Vector no dia 20 de dezembro de 1987, que causou a morte de mais de 4 mil pessoas, e é considerado como o maior desastre marítimo da história em tempo de paz.

## História
Era um navio de passageiros registrado nas Filipinas, construído por Japão, que afundou após colidir com o petroleiro Vector em 20 de dezembro de 1987. Construído por Onomichi Zosen de Hiroshima, Japão, o navio foi lançado em 25 de abril de 1963 como o Himeyuri Maru, com capacidade para 608 passageiros. Em outubro de 1975, o Himeyuri Maru foi comprado pela Sulpício Lines e rebatizado como Don Sulpício. Após um incêndio a bordo em junho de 1979, o navio foi reformado e rebatizado de Doña Paz.
Viajando da ilha de Leyte para a capital das Filipinas, Manila, o navio estava seriamente superlotado, com pelo menos 2 000 passageiros não listados no manifesto. Também foi alegado que o navio não tinha rádio e que os coletes salva-vidas estavam trancados. No entanto, a culpa oficial foi dirigida à Vector, que foi considerada incapaz de navegar e operando sem licença. Com um número estimado de mortos em 4 386 pessoas e apenas 25 sobreviventes, continua a ser o desastre marítimo em tempo de paz mais mortal da história.

## O naufrágio
Enquanto a maioria dos passageiros dormia, Doña Paz colidiu com o MT Vector, um pequeno petroleiro a caminho de Bataan para Masbate. Vector transportava 1 050 000 litros ou 1 041 toneladas métricas de gasolina e outros produtos de petróleo. Após a colisão, a carga de Vector pegou fogo e causou um incêndio no navio que se espalhou para Doña Paz. Os sobreviventes se lembraram de ter percebido o acidente e uma explosão, causando pânico na embarcação. Os sobreviventes foram forçados a pular do navio e nadar entre corpos carbonizados em águas em chamas ao redor do navio, alguns usando malas como dispositivos de flutuação improvisados. Doña Paz afundou em duas horas após a colisão, enquanto Vector afundou em quatro horas. Ambos os navios afundaram em cerca de 545 metros de água no estreito de Tablas infestado de tubarões.

## Os destroços
Os destroços do Doña Paz foram revisitados em 13 de abril de 2019 pelo RV Petrel, com imagens de vídeo divulgadas posteriormente em 19 de dezembro. Ele está em pé a uma profundidade de 500 metros. Os destroços do Vector foram encontrados a 2 200 metros de distância, no mesmo estado. Ambos os destroços estão em boas condições.